# Mima (pel·lícula)
Mima és una pel·lícula dramàtica francesa dirigida per Philomène Esposito, estrenada el 16 de gener de 1991. Virginie Ledoyen hi interpreta el seu primer paper protagonista.

## Argument
La pel·lícula té lloc l'any 1966 a la petita ciutat portuària de Seta, a la Provença. La història segueix la Mima, de 12 anys, que viu amb la seva germana petita en la seva gran família italiana. Un dia, la Mima veu el seu avi amb dos homes que semblen membres de la màfia. Més tard, el troben mort. Ella descobreix que va ser assassinat a causa d'una baralla familiar de fa temps amb la màfia. La Mima no diu que va ser testimoni, tement que si s'identificaven els assassins, el seu pare i els seus germans es veurien obligats a buscar-los i venjar-se. Tanmateix, els membres de la família de la Mima acusen la màfia, i després del funeral es decideix que el pare de la Mima matarà els assassins durant el funeral de l'avi. Encara que els pares de la Mima li van dir que es quedés a casa amb la seva germana, ella va al funeral i assenyala els assassins a l'inspector de policia.

## Repartiment
- Virginie Ledoyen : Mima
- Nino Manfredi : Avi
- Margarita Lozano : Àvia
- Vittoria Scognamiglio : la mare
- Toni Cecchinato : el pare
- Laura Martel : Annunziata
- Patrick Bouchitey : L'inspector
- Philippe Fretun : Alfredo
- Arnaud Giovaninetti : Salvatore
- Anne-Marie Pisani : Antonia
- Nicola Donato : Marcello
- Julien Maurel : L’amenaça
- Gian-Filippo Maione : Primer assassí
- Michel Lavigne : Segón assassí
- Brigitte Gouesse : La tieta